# قاو فينغ
قاو فينغ (بالصينية: 高峰) (22 أبريل 1971 بشنيانغ في الصين - ) هو لاعب كرة قدم صيني في مركز الهجوم. شارك مع منتخب الصين لكرة القدم. أما مع النوادي، فقد لعب مع نادي بكين سينوبو غوان ونادي تيانجين تيدا ونادي غوانغجو آر أند إف ونادي تشونغتشينغ ليانغجيانغ.

## وصلات خارجية
- قاو فينغ على موقع قاعدة بيانات كرة القدم.إي يو (الإنجليزية)
- قاو فينغ على موقع ناشيونال فوتبول تيمز (الإنجليزية)